# Sophie Nélisse
Marie-Sophie Nélisse (Windsor, 27 marzo 2000) è un'attrice canadese.

## Biografia
Nata a Windsor, Ontario, si è trasferita a Montréal, Québéc, con la sua famiglia quando aveva quattro anni. Figlia di Hugues Nélisse e di Pauline Belhumeur, ha un fratello di nome Vincent Nélisse e una sorella di nome Isabelle Nélisse, che lavora anche lei come attrice.
Inizia a recitare all'età di sette anni, partecipando ad alcuni spot pubblicitari. A dieci anni debutta al cinema nel film franco-canadese Monsieur Lazhar, grazie al quale vince un Genie Awards e un Jutra Awards come miglior attrice non protagonista.
Successivamente partecipa alla sit-com canadese Les Parents e recita nel film di Luc Picard Ésimésac. Nel 2013 acquista fama internazionale grazie al ruolo da protagonista in Storia di una ladra di libri,, adattamento cinematografico del romanzo La bambina che salvava i libri di Markus Zusak, per il quale riceve altri premi cinematografici.
Nel 2014 viene diretta da Edward Zwick in La grande partita, ed è protagonista de La grande Gilly Hopkins di Stephen Herek, tratto dall'omonimo romanzo di Katherine Paterson.

## Filmografia

### Cinema
- Monsieur Lazhar, regia di Philippe Falardeau (2011)
- Ésimésac, regia di Luc Picard (2012)
- Storia di una ladra di libri (The Book Thief), regia di Brian Percival (2013)
- La grande partita (Pawn Sacrifice), regia di Edward Zwick (2014)
- Endorphine, regia di André Turpin (2015)
- La grande Gilly Hopkins (The Great Gilly Hopkins), regia di Stephen Herek (2015)
- Mean Dreams, regia di Nathan Morlando (2016)
- 1:54, regia di Yan England (2016)
- La storia dell'amore (The History of Love), regia di Radu Mihăileanu (2016)
- Close, regia di Vicky Jewson (2019)
- 47 metri - Uncaged (47 Meters Down: Uncaged), regia di Johannes Roberts (2019)
- The Kid Detective, regia di Evan Morgan (2020)

### Televisione
- Mirador - serie TV, 1 episodio (2010)
- Toute la vérité - serie TV, 1 episodio (2010)
- Les Parents – serie TV, 11 episodi (2011)
- Vertige - serie TV (2012)
- Yellowjackets – serie TV (2021-in corso)

## Doppiatrici italiane
Nelle versioni in italiano delle opere in cui ha recitato, Sophie Nélisse è stata doppiata da:
- Emanuela Ionica in Storia di una ladra di libri, La grande Gilly Hopkins, La storia dell'amore, Close, 47 metri - Uncaged, Transplant
- Chiara Fabiano in Yellowjackets

## Riconoscimenti
- 2012 Genie Awards – miglior attrice non protagonista per Monsieur Lazhar
- 2012 Jutra Awards – miglior attrice non protagonista per Monsieur Lazhar
- 2013 Phoenix Film Critics Society Awards – Best Performance by a Youth in a Lead or Supporting Role – Female per Storia di una ladra di libri
- 2013 Hollywood Film Festival – Spotlight Award per Storia di una ladra di libri
- 2014 Satellite Awards – Newcomer Award per Storia di una ladra di libri